# Кто женщина, кто мужчина
«Кто женщина, кто мужчина» (иер. трад. 金枝玉葉2, упр. 金枝玉叶2, кант.-рус.: Гам чи юк ип 2, англ. Who's the Woman, Who's the Man) — гонконгская романтическая комедия 1996 года режиссёра Питера Чана. Главные роли в фильме исполнили Лесли Чун, Анита Юань и Анита Муй. Фильм является сиквелом комедии «Он женщина, она мужчина», вышедшей двумя годами ранее.
Картина получила пять номинаций на 16-й Гонконгской кинопремии.

## Сюжет
Лам Чи-вин (Анита Юань) стала одной из самых больших звёзд Кантопопа. Её талант признан, и она получила приз на главной церемонии награждения выдающихся певцов, так как она выдаёт себя за мужчину. На церемонии её переполняют эмоции, и она заявляет во всеуслышание, что любит Сэма. Мир развлечений сотрясают слухи о «гомосексуальной любви» дуэта. Между тем, ситуация осложняется ещё больше, когда крупнейшая дива кантопоп-сцены Фонг Им Муи (Анита Муй) внезапно возвращается после десятилетнего отсутствия. Фонг влюбляется в Лама.

## В ролях
- Лесли Чун — Сэм Ку Ка-мин
- Анита Муй — Фонг Им Муи
- Анита Юань — Лам Чи-вин
- Джордан Чан[англ.] — Ю Ло / «Рыба»
- Тереза Ли[англ.] — О
- Эрик Цан — Тётушка
- Карина Лау — Роза
- Мозес Чан[англ.] — гей на прослушивании
- Кларенс Хуэй[англ.] — режиссёра фильма
- Эмиль Чау[англ.] — камео
- Чонг Тат-Минг — камео
- Энн Хёй — стюардесса

## Награды и номинации
| Награды                        | Награды                             | Награды                                                                         | Награды   |
| Кинопремия                     | Категория                           | Лауреат / претендент                                                            | Результат |
| ------------------------------ | ----------------------------------- | ------------------------------------------------------------------------------- | --------- |
| 16-я Гонконгская кинопремия    | Лучшая женская роль второго плана   | Тереза Ли                                                                       | Номинация |
| 16-я Гонконгская кинопремия    | Лучший новый актёр                  | Тереза Ли                                                                       | Номинация |
| 16-я Гонконгская кинопремия    | Лучшая мужская роль второго плана   | Чунг Мэн Кеи                                                                    | Номинация |
| 16-я Гонконгская кинопремия    | Лучшая работа художника по костюмам | Дора Нг                                                                         | Номинация |
| 16-я Гонконгская кинопремия    | Лучшая песня                        | Композитор: Лесли Чун • Слова: Альберт Люнг • Исполнитель: Лесли Чун, Анита Муй | Номинация |
| 33-я кинопремия Золотая лошадь | Лучшая песня                        | Композитор: Лесли Чун • Слова: Альберт Люнг • Исполнитель: Лесли Чун, Анита Муй | Номинация |